# MTV Video Music Awards/Viewer’s Choice
Der Viewer’s Choice Award, der von 1984 bis 2006 verliehen wurde, war innerhalb der MTV Video Music Awards der einzige Award, bei dem die Zuschauer mitentscheiden durften. Dies geschah zunächst über (kostenpflichtige) Anrufe während der Liveshow und wurde später auf Internet-Stimmen und SMS ausgedehnt. Von 1984 bis 1994 waren die Nominierungen gleich mit denen für die Kategorie Video of the Year. Ab 1995 gab es eine separate Nominierungsliste.
2006 waren alle Kategorien Fan-Voten. Es war auch das letzte Jahr, in dem der Award vergeben wurde. Stattdessen konnten die Fans ab 2008 über Voten den Best New Artist wählen.
Aerosmith gewannen den Award vier Mal. Vier Künstlern gelang es außerdem, sowohl das Video des Jahres als auch den Viewer’s Choice zu gewinnen: INXS (mit Need You Tonight/Mediate), Aerosmith (mit Cryin’), TLC (mit Waterfalls) und Green Day (wobei diese ihn für zwei verschiedene Videos erhielten).

## Übersicht
| Award | Jahr | Preisträger                                                                          | für das Video                             | Nominierungen |
| ----- | ---- | ------------------------------------------------------------------------------------ | ----------------------------------------- | --- |
| 1.    | 1984 | Michael Jackson                                                                      | Thriller                                  | - The Cars – You Might Think - Herbie Hancock – Rockit - Cyndi Lauper – Girls Just Want to Have Fun - The Police – Every Breath You Take                                                              |
| 2.    | 1985 | USA for Africa                                                                       | We Are the World                          | - Don Henley – The Boys of Summer - Tom Petty & the Heartbreakers – Don’t Come Around Here No More - David Lee Roth – California Girls - David Lee Roth – Just a Gigolo/I Ain’t Got Nobody            |
| 3.    | 1986 | a-ha                                                                                 | Take On Me                                | - Dire Straits – Money for Nothing - Godley & Creme – Cry - Robert Palmer – Addicted to Love - Talking Heads – Road to Nowhere                                                                        |
| 4.    | 1987 | U2                                                                                   | With or Without You                       | - Peter Gabriel – Sledgehammer - Genesis – Land of Confusion - Paul Simon – The Boy in the Bubble - Steve Winwood – Higher Love                                                                       |
| 5.    | 1988 | INXS                                                                                 | Need You Tonight/Mediate                  | - George Harrison – When We Was Fab - Bruce Springsteen – Tunnel of Love - U2 – I Still Haven’t Found What I’m Looking For - U2 – Where the Streets Have No Name                                      |
| 6.    | 1989 | Madonna                                                                              | Like a Prayer                             | - Fine Young Cannibals – She Drives Me Crazy - Michael Jackson – Leave Me Alone - Steve Winwood – Roll with It - Neil Young – This Note’s for You                                                     |
| 7.    | 1990 | Aerosmith                                                                            | Janie’s Got a Gun                         | - Don Henley – The End of the Innocence - Madonna – Vogue - Sinéad O’Connor – Nothing Compares 2 U |
| 8.    | 1991 | Queensrÿche                                                                          | Silent Lucidity                           | - C+C Music Factory – Gonna Make You Sweat (Everybody Dance Now) - Deee-Lite – Groove Is in the Heart - Divinyls – I Touch Myself - Chris Isaak – Wicked Game (Concept) - R.E.M. – Losing My Religion |
| 9.    | 1992 | Red Hot Chili Peppers                                                                | Under the Bridge                          | - Def Leppard – Let’s Get Rocked - Nirvana – Smells Like Teen Spirit - Van Halen – Right Now |
| 10.   | 1993 | Aerosmith                                                                            | Livin’ on the Edge                        | - En Vogue – Free Your Mind - Peter Gabriel – Digging in the Dirt - Pearl Jam – Jeremy - R.E.M. – Man on the Moon                                                                                     |
| 11.   | 1994 | Aerosmith                                                                            | Cryin‘                                    | - Beastie Boys – Sabotage - Nirvana – Heart-Shaped Box - R.E.M. – Everybody Hurts |
| 12.   | 1995 | TLC                                                                                  | Waterfalls                                | - Green Day – Basket Case - Hootie & the Blowfish – Hold My Hand - Michael Jackson and Janet Jackson – Scream - Live – Lightning Crashes - R.E.M. – What's the Frequency, Kenneth?                    |
| 13.   | 1996 | Bush                                                                                 | Glycerine                                 | - Bone Thugs-n-Harmony – Tha Crossroads - Coolio (feat. L.V.) – Gangsta's Paradise - Metallica – Until It Sleeps - Alanis Morissette – Ironic - The Smashing Pumpkins – Tonight, Tonight              |
| 14.   | 1997 | The Prodigy                                                                          | Breathe                                   | - Jewel – You Were Meant for Me - Puff Daddy (feat. Faith Evans and 112) – I’ll Be Missing You - Spice Girls – Say You'll Be There - The Wallflowers – One Headlight                                  |
| 15.   | 1998 | Puff Daddy & the Family (feat. The LOX, Lil’ Kim, The Notorious B.I.G. & Fuzzbubble) | It’s All About the Benjamins (Rock Remix) | - Celine Dion – My Heart Will Go On (Love Theme aus Titanic) - Green Day – Good Riddance (Time of Your Life) - Matchbox 20 – 3 A.M. - Will Smith – Gettin’ Jiggy wit It                               |
| 16.   | 1999 | Backstreet Boys                                                                      | I Want It That Way                        | - Jay-Z (feat. Ja Rule & Amil) – Can I Get A... - Korn – Freak on a Leash - Ricky Martin – Livin' la Vida Loca - 'N Sync – Tearin’ Up My Heart - TLC – No Scrubs                                      |
| 17.   | 2000 | *NSYNC                                                                               | Bye Bye Bye                               | - Christina Aguilera – What a Girl Wants - Eminem – The Real Slim Shady - Sisqó – Thong Song - Britney Spears – Oops!… I Did It Again                                                                 |
| 18.   | 2001 | *NSYNC                                                                               | Pop                                       | - Backstreet Boys – The Call - Destiny’s Child – Independent Women Part I - Eve (featuring Gwen Stefani) – Let Me Blow Ya Mind - Limp Bizkit – My Way - Nelly – Ride wit Me                           |
| 19.   | 2002 | Michelle Branch                                                                      | Everywhere                                | - B2K – Uh Huh - Brandy – What About Us? - Eminem – Without Me - Enrique Iglesias – Hero - P.O.D. – Alive                                                                                             |
| 20.   | 2003 | Good Charlotte                                                                       | Lifestyles of the Rich and Famous         | - 50 Cent – In da Club - Beyoncé (feat. Jay-Z) – Crazy in Love - Kelly Clarkson – Miss Independent - Eminem – Lose Yourself - Justin Timberlake – Cry Me a River                                      |
| 21.   | 2004 | Linkin Park                                                                          | Breaking the Habit                        | - Christina Aguilera – The Voice Within - Good Charlotte – Hold On - Simple Plan – Perfect - Yellowcard – Ocean Avenue                                                                                |
| 22.   | 2005 | Green Day                                                                            | American Idiot                            | - Kelly Clarkson – Since U Been Gone - My Chemical Romance – Helena - Shakira (featuring Alejandro Sanz) – La Tortura - Snoop Dogg (featuring Pharrell) – Drop It Like It’s Hot                       |
| 23.   | 2006 | Fall Out Boy                                                                         | Dance, Dance                              | - Chris Brown (feat. Juelz Santana) – Run It! - Kelly Clarkson – Because of You - Rihanna – SOS - Shakira (feat. Wyclef Jean) – Hips Don’t Lie                                                        |